# Serdika II
Serdika II è una stazione della linea M2 della metropolitana di Sofia. È un'importante stazione di scambio e permette l'accesso a quella di Serdika delle linee M1 e M4.
È un'importante stazione di scambio e permette l'accesso a quella di Serdika delle linee M1 e M4.
La stazione si trova nel cuore della città, sotto l'area del Largo. Prende il nome dall'antica città di Serdica, in quanto si trova proprio al centro delle rovine finora scoperte di quella città. Si trovano a circa 6,1 m di profondità e un'ampia sezione dell'antica città è stata esposta ed è ben visibile sia intorno che all'interno delle due stazioni di Serdika II e Serdika.

## Storia
La stazione è entrata in servizio il 31 agosto 2012. Alla cerimonia hanno partecipato il premier bulgaro Bojko Borisov e il presidente della Commissione europea Jose Manuel Barroso.

## Interscambi
Nelle vicinanze della stazione effettuano fermata alcune linee urbane di superficie, tranviarie ed automobilistiche.
- Fermata tram (linee 4, 12, 18, 20, 22)
- Fermata autobus linea 1, 3 e 4